# Kastenseeoner See
Der Kastenseeoner See, oder einfach Kastensee, ist ein natürlicher See im nordwestlichen Gemeindegebiet des Marktes Glonn im Landkreis Ebersberg, an dessen Nordufer sich der Weiler Kastenseeon befindet. Der Kastenseeoner See ist ein Toteissee ohne nennenswerte Zu- oder Abflüsse. Der Uferbereich unterteilt sich in das naturbelassene Verlandungsmoor auf der Westseite und ein öffentliches Strandbad auf der Ostseite.
Der Kastenseeoner See ist Teil des Landschaftsschutzgebietes Toteiskessellandschaft Kastenseeon (LSG-00376.01) und des FFH-Gebiets Kastensee mit angrenzenden Kesselmooren (8036-301). Das Betreten des Moorgebiets ist von April bis September verboten.